# Falsos toromiros

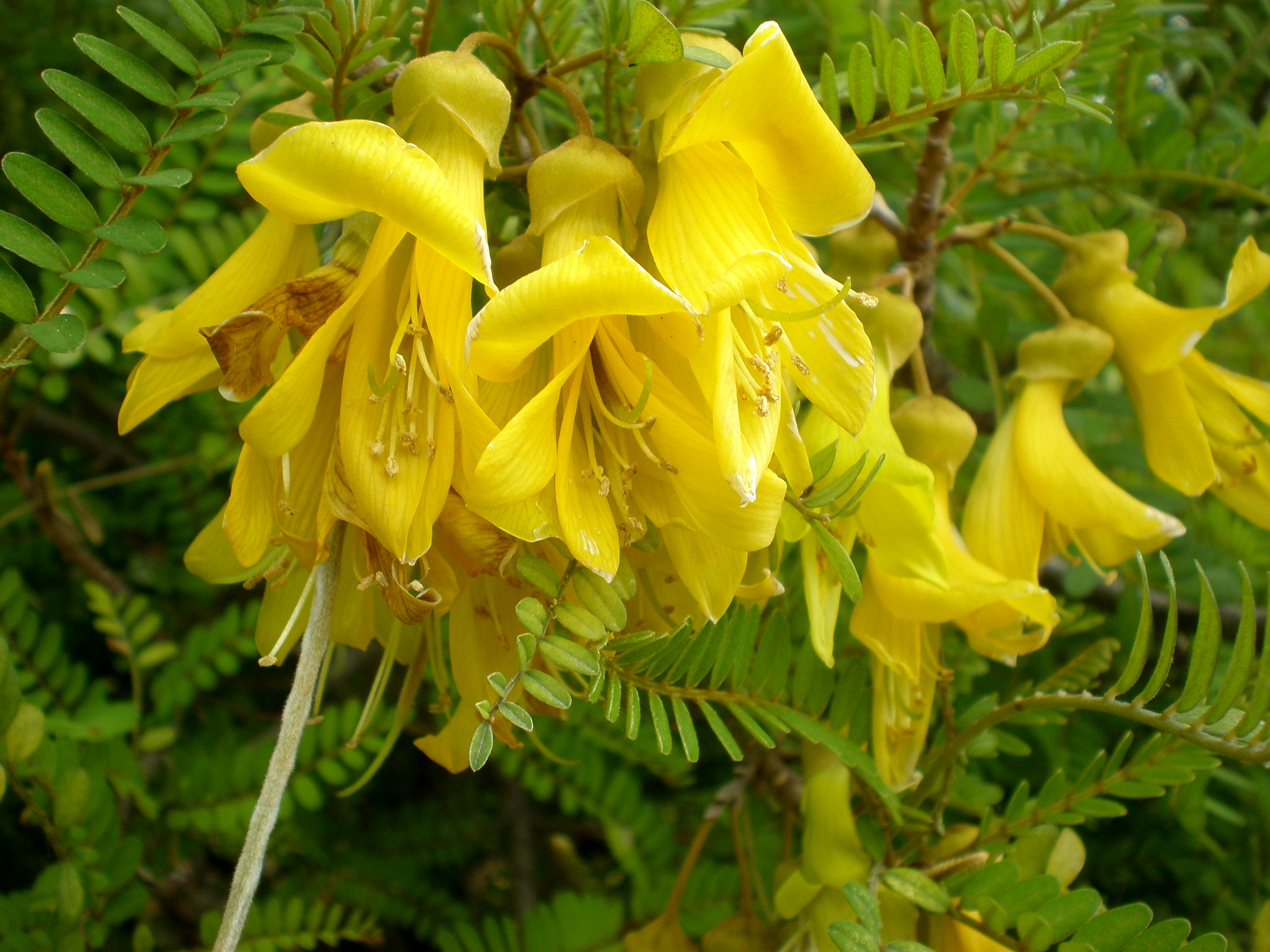
Falso toromiro en el jardín botánico de Barcelona.

Se denominan falsos toromiros a los árboles que en algún momento han sido identificados como toromiros (Sophora toromiro), especie endémica de la isla de Pascua extinta en libertad, extremo posteriormente desacreditado. Por lo general, estos corresponden a híbridos de toromiro con otras especies de Sophora o bien a ejemplares de otras especies que se parecen físicamente al toromiro.[cita requerida]
El estado de conservación del toromiro, extinto en naturaleza, hace que exista poco material para realizar comparaciones y determinar si una planta analizada es o no un árbol genéticamente puro de toromiro.[cita requerida]

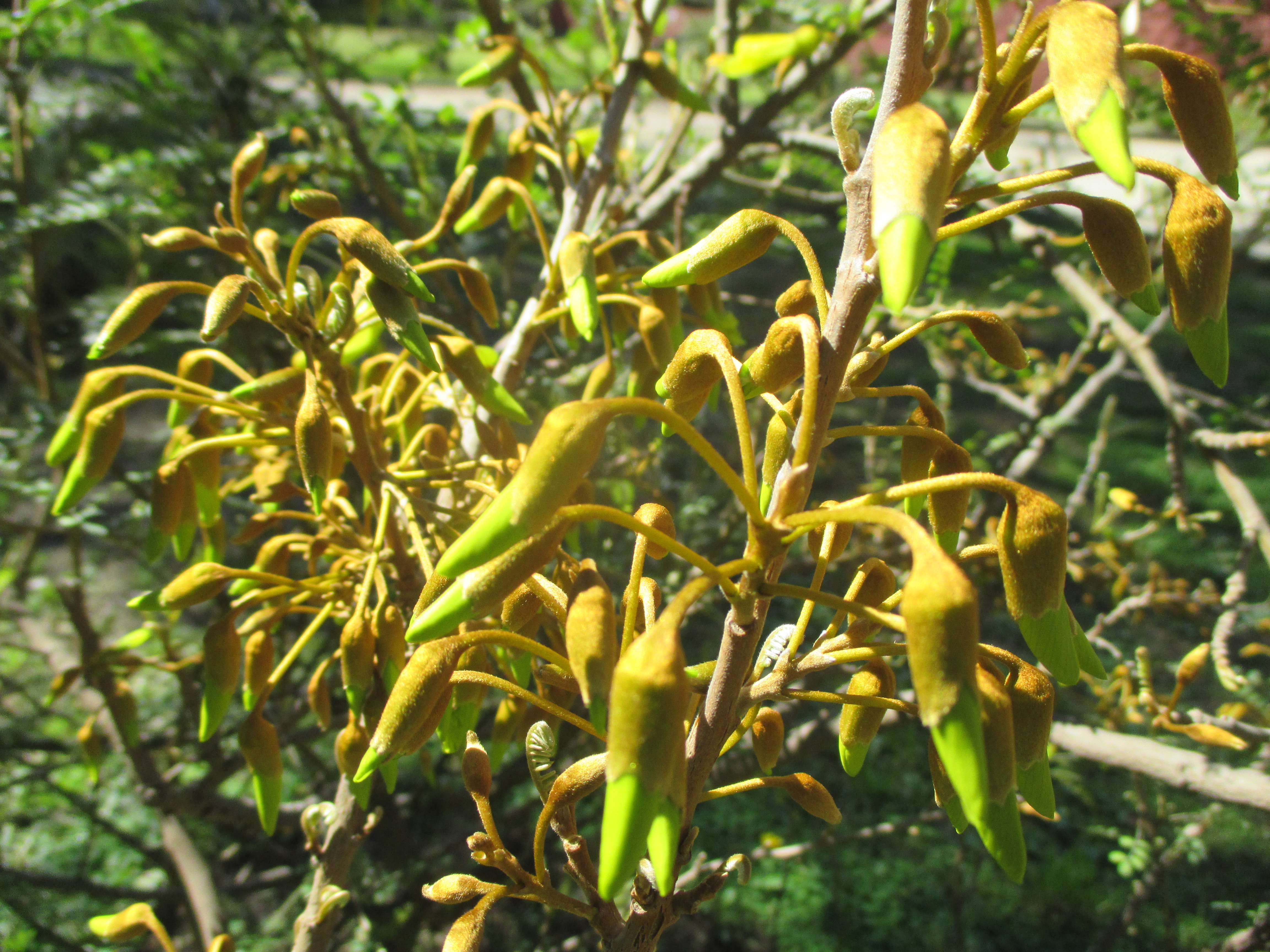
Sophora microphylla "christchurch", en el Jardín Chileno de la Quinta Normal.

## Historia
El primer caso de un falso árbol de toromiro, es el Toromiro de Christchurch, este aparece en Nueva Zelanda, concretamente en el Jardín Botánico de Christchurch (de allí su nombre), se trata de un solo espécimen, que crece en Victoria Park.  Este árbol, de unos 5 metros de alto, es atribuido a una supuesta colecta del profesor John Macmillan Brown. De este árbol, se colectaron muchas semillas y se hicieron 2 forestaciones en isla de pascua;[cita requerida]
La primera de ella, en la década de los 60. En 1989 Erik Godley, duda de que se trate de Sophora Toromiro y que es otra especie;[cita requerida]
Hecho que finalmente, demuestra Mike Maunder en 1999, al hacer exámenes de ADN a los supuestos toromiros y compararlos con las muestras de museo y las plantas originadas de colecta realizada por Thor Heyerdahl.[cita requerida] Muchas semillas de esta planta, fueron distribuidas por el mundo, desde jardines botánico, hasta colecciones particulares, por suerte, son relativamente fáciles de reconocer, al presentar hojas con un mayor número de folíolos, algo más pequeños. Semillas algo más grande que la especie Sophora toromiro, y sin el ombligo oscuro, que describe Skottsberg.[cita requerida]
Un segundo caso corresponde, al toromiro de Titze. En el año 1975, unas plantas hechas por el jardinero Juan Zelada,  fueron llevadas, al vivero de Jorge Alemparte en Reñaca. Estas se hicieron en el parque el salitre (actual Jardín Botánico Nacional de Viña del Mar) con semilla de toromiro. En ese tiempo, se consideraba a los "Christchurch" como toromiros, por lo cual,  los mantenían juntos y las semillas resultaron ser híbridos de ambas especies. Una de ellas fue comprada por Pablo Titze, del vivero las brujas de talagante, dicho vivero reproduce y vende los descendientes de esta planta como toromiros. Se reconocen por tener una mayor floración, ser plantas más vigorosas, de crecimiento divaricado, hojas con más folíolos, muy pubescentes en el haz, sus semillas, similares a las del toromiro, no tienen el ombligo oscuro. El interés por cultivar Toromiro, ha hecho que muchos otros viveros vendan esta planta en Chile. Maunder lo consideró como un toromiro verdadero (1999-2000) y le asoció el nombre de "Titze" e hizo que se usara para planes de conservación, incluso se mandó semilla al KEW garden. 
Finalmente, ante las dudas fenotípicas que presenta,  TA Püschel et all. en 2014, analizando flores y J. Espejo et all. en 2016, analizando cariotipo. Comprobaron de que no se trata de Sophora toromiro.[cita requerida]

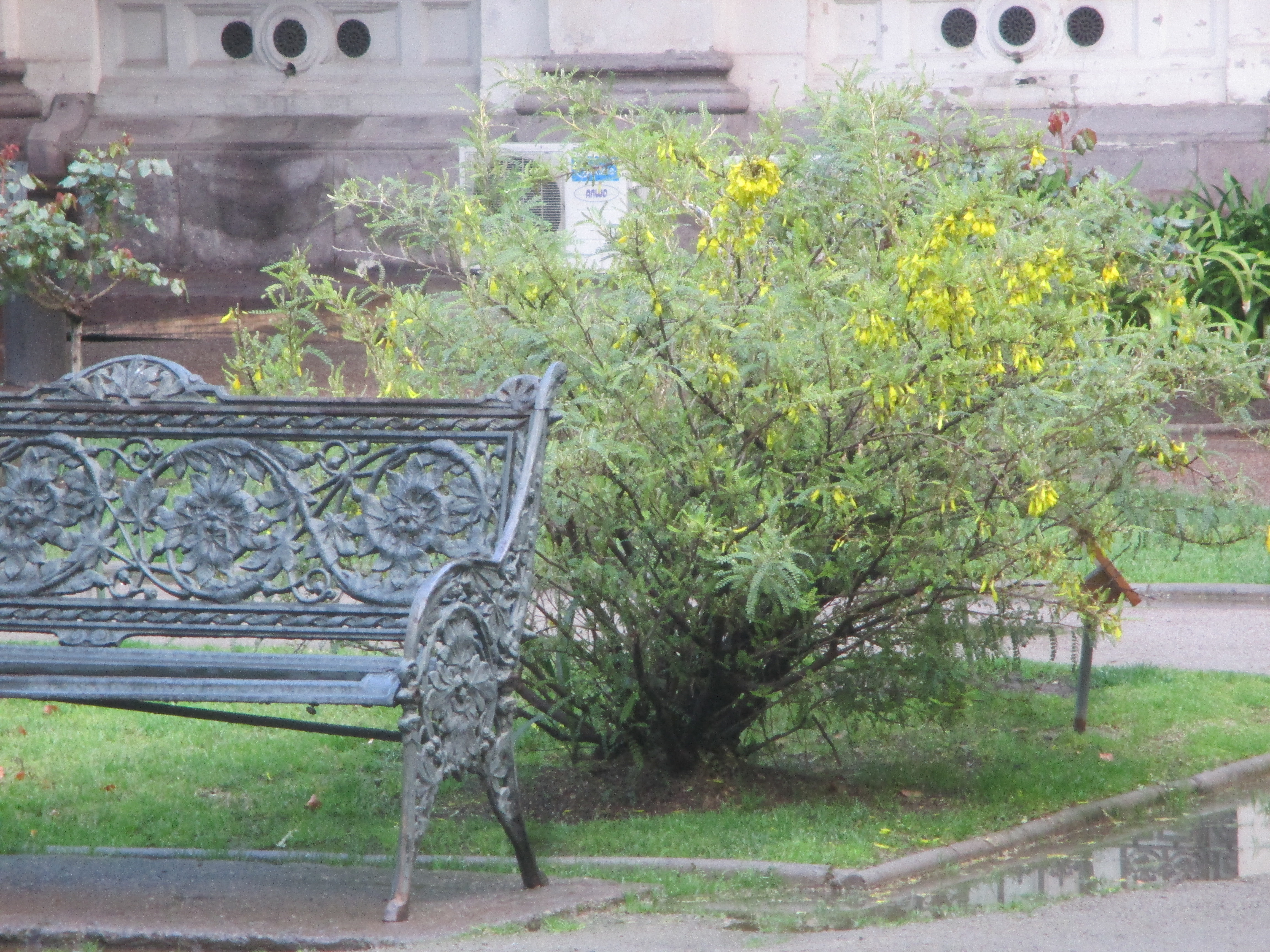
Toromiro de titze, Ex congreso nacional

Un tercer caso, corresponde al toromiro Sudzuki, que se mantiene en la Universidad de Chile, campus Antumapu. Su fenotipo corresponde a un híbrido de Sophora toromiro y Sophora macrocarpa; mide 5 metros de altura, y no hay reportes de que ningún Toromiro adulto mida más de 3,2 metros. Por lo anterior, se descarta como Toromiro. En el JBN se ha reportado algunos híbridos accidentales con Sophora macrocarpa, producto de la población natural de Sophora macrocarpa, que rodea el Jardín Botánico Nacional de Viña del Mar. Los cuales se muestran similares al toromiro Sudzuki.

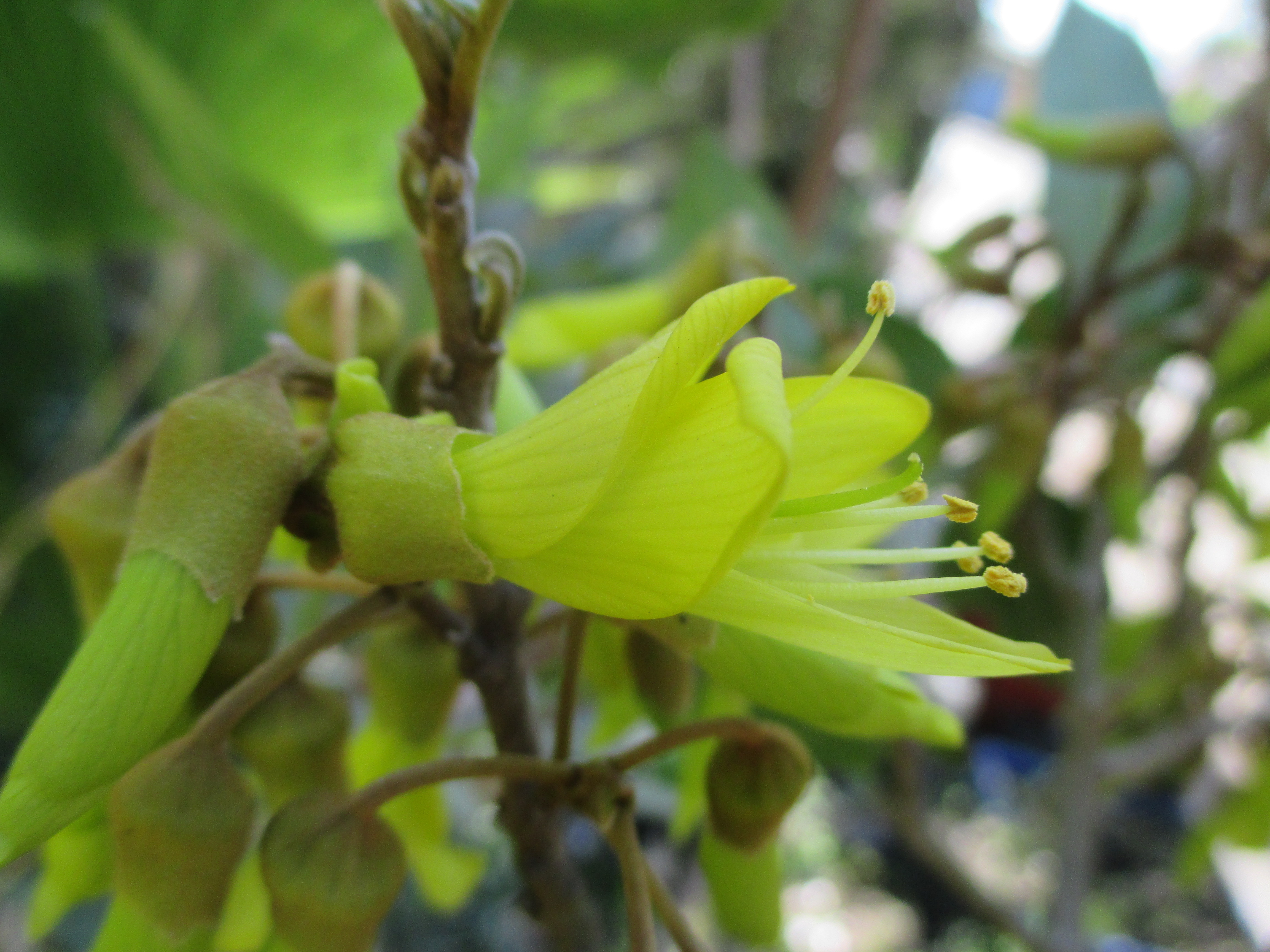
F.lor de falso toromiro.

Un cuarto caso, correspondiente este caso a hibridación es reportado recientemente, producto de semillas recogidas por particulares en los 90, de los toromiros en el Jardín Botánico Nacional, ubicados en el jardín francés: Son híbridos de Sophora toromiro y Sophora cassioides, esto se deben a la presencia de 2 ejemplares de Sophora cassioides en la entrada del JBN y la subsecuente contaminación (Debido a su abundante floración, de la especie S. cassioides) de la cepa pura de toromiro. a estos se les puede denominar   toromiro del Clarillo ya que en el arboretum de río Clarillo existen ejemplares híbridos, con origen JBN. que no tenían explicación clara de su origen híbrido. su carácter híbrido más distintivo, son las alas del fruto irregulares.[cita requerida]
Muchos jardines botánicos anuncian poseer "toromiros", pero por la facilidad de hibridación o bien similitud con otras especies,resultan ser otra cosa. Los toromiros tienen una base genética muy estrecha, un "cuello de botella" por lo que todos los "verdaderos toromiros" son muy iguales. en internet circulan fotos de un supuesto toromiro del "Chelsea Physic Garden" y que a simple vista, corresponde a la floración de una Sophora tetraptera. El jardín botánico de Montreal en Canadá, el de Brest en Francia y el de Barcelona en Cataluña, muestran ejemplares híbridos, a los visitantes.[cita requerida]

## Conservación y reintroducción
Es vital para la conservación, mantener pura la especie Sophora toromiro, pero los falsos toromiros, han llegado repetidamente a la isla, por instituciones y particulares. con las mejores intenciones del mundo. De los 9 ejemplares adultos de Sophora que se mantienen en el vivero de CONAF